# Wojciech Zabłocki
Wojciech Mikołaj Zabłocki, född 6 december 1930 i Warszawa, död 5 december 2020, var en polsk fäktare.
Zabłocki blev olympisk silvermedaljör i sabel vid sommarspelen 1956 i Melbourne. Zabłocki verkade även som arkitekt.